# Byobu
Byobu je program z oblasti textového uživatelského rozhraní, nadstavba programů GNU Screen nebo tmux, terminálových multiplexorů, které rozšiřují možnosti terminálu nebo emulátoru terminálu – především umožňují přistupovat v jednom (emulátoru) terminálu současně k několika různým sezením, respektive programům.
Jedná se o svobodný software distribuovaný pod licencí GNU GPL, naprogramovaný v shellu a Pythonu a vyvíjený především pro Linux a jiné un*xové systémy.
Název je anglickým přepisem japonského slova pro malovanou skládací zástěnu.
Program původně vznikl jako skripty pro GNU Screen, které si vytvářel Dustin Kirkland ze společnosti Canonical pro operační systém Ubuntu. Čím dál víc se ale od samotného Screenu odlišuje, od verze 5.0 je dokonce přednastaveným základem tmux a Screen zůstává jen jako volitelná varianta.